# 足少阳胆经
足少陽膽經（Gallbladder Meridian of Foot-Shaoyang，GB）是一條經脈，十二正经之一，与足厥陰肝經相表里。本經起於瞳子髎，止於足竅陰，左右各44個腧穴。

## 经脉循行
起于目外眦（瞳子髎），向上到额角返回下行至耳后，沿颈部向后交会大椎穴再向前入缺盆部入胸过膈，联络肝脏，属胆，沿胁肋部，出于腹股沟，经外阴毛际，横行入髋关节（环跳）。
耳部支脉：从耳后入耳中，出走耳前，到目外眦处后向下经颊部会合前脉于缺盆部。下行腋部侧胸部，经季肋和前脉会于髋关节后，再向下沿大腿外侧，行于足阳明和足太阴经之间，经腓骨前直下到外踝前，进入足第四趾外侧端（足窍明）
足背部支脉：从足临泣处分出，沿第一、二跖骨之间，至大趾端（大敦）与足厥阴经相接。

## 主治概要
侧头、目、耳、咽喉病、神志病、热病及经脉循行部位的其他病症。

## 常用腧穴
1. 瞳子髎
2. 聽會
3. 上關
4. 頷厭
5. 懸顱
6. 懸釐
7. 曲鬢
8. 率谷
9. 天衝
10. 浮白
11. 頭竅陰
12. 完骨
13. 本神
14. 陽白
15. 頭臨泣
16. 目窗
17. 正營
18. 承靈
19. 腦空
20. 風池
21. 肩井
22. 淵腋
23. 輒筋
24. 日月
25. 京門
26. 帶脈
27. 五樞
28. 維道
29. 居髎
30. 環跳
31. 風市
32. 中瀆
33. 膝陽關
34. 陽陵泉，合穴，膽下合穴，八會穴之筋會
35. 陽交，陽維脈郄穴
36. 外丘，郄穴
37. 光明，絡穴
38. 陽輔，經穴
39. 懸鐘（又名絕骨穴），八會穴之髓會
40. 丘墟，原穴
41. 足臨泣，輸穴，八脈交會穴，通带脉
42. 地五會
43. 俠谿，滎穴
44. 足竅陰，井穴